# Pont de Non-retour
Le pont de Non-retour (en anglais : Bridge of No Return) est un pont à poutres en béton, situé à la frontière entre la Corée du Nord et la Corée du Sud, à la limite sud-ouest de la Joint Security Area (JSA ou « zone commune de sécurité ») et permet de franchir la rivière Sachon.

Carte de Panmunjeom (Joint Security Area)
Ligne de Démarcation militaire
Bâtiments sous administration nord-coréenne
Bâtiments sous administration conjointe des Nations Unies et de la Corée du Sud

Son nom vient du fait qu'après la signature de l'armistice de 1953, il servit aussi de lieu d'échange de prisonniers : ainsi, ceux qui choisissaient volontairement de s'exiler en Corée du Nord ne pouvaient plus jamais revenir au sud. 
Avant 1976, ce pont permettait aux Nord-Coréens de rejoindre au sein de la JSA, leur zone se trouvant au nord de la ligne de démarcation (actuelle frontière) en passant par la zone sud contrôlée par les Sud-Coréens et les Américains.
Le 18 août 1976, un incident meurtrier entre les anciens belligérants baptisé incident du peuplier eut lieu sur la rive sud-coréenne à une cinquantaine de mètres du pont, et fit courir le risque d'une nouvelle conflagration dans la péninsule coréenne. Étroitement surveillé, il est depuis fermé à la circulation.
Afin d'éviter de devoir passer par le « pont de Non-retour », les Nord-Coréens édifièrent en trois jours un ouvrage d'art situé à 150 m en amont de la rivière, leur permettant d'accéder directement à leur zone depuis Panmunjeom, et lui donnèrent ainsi le nom de « Pont de 72 heures ».